# Leucauge japonica
Leucauge japonica är en spindelart som först beskrevs av Tord Tamerlan Teodor Thorell 1881.  Leucauge japonica ingår i släktet Leucauge och familjen käkspindlar. Inga underarter finns listade i Catalogue of Life.